# Сулимівська сільська рада (Яготинський район)
| Сулимівська сільська рада — колишній орган місцевого самоврядування у Яготинському районі Київської області з адміністративним центром у с. Сулимівка. Історична дата утворення: в 1938 році. Сільській раді підпорядковані населені пункти: - с. Сулимівка - с. Божки |

## Склад ради
Рада складається з 14 депутатів та голови.

### Керівний склад ради
| ПІБ                           | Основні відомості                                                         | Дата обрання | Дата звільнення |
| ----------------------------- | ------------------------------------------------------------------------- | ------------ | --------------- |
| Макаренко Олександр Борисович | Сільський голова, 1961 року народження, освіта                            | 26.03.2006   | 31.10.2010      |
| Макаренко Олександр Борисович | Сільський голова, 1961 року народження, освіта вища, член Партії регіонів | 31.10.2010   |                 |

Примітка: таблиця складена за даними джерела